# Ицхакин, Владлен Давидович
Ицхакин Владлен Давидович (5 июня 1934, Кривой Рог, Днепропетровская область — 24 ноября 2003, Кривой Рог, Днепропетровская область) — советский и украинский горный инженер, математик. Доктор технических наук (1993), профессор (1994).

## Биография
Родился 5 июня 1934 года в городе Кривой Рог Днепропетровской области.
В 1956 году окончил Криворожский горнорудный институт.
В 1956—1964 годах работал на Южном горно-обогатительном комбинате (Кривой Рог): взрывник, инженер-исследователь, старший инженер. В 1962 году окончил Днепропетровский государственный университет.
С 1964 года — в Криворожском горнорудном институте: в 1964—1973 годах — доцент кафедры автоматизации производственных процессов, в 1973—1976 годах — старший научный сотрудник, в 1976—1994 годах — доцент, с 1994 года — профессор кафедры высшей математики. 
Умер 24 ноября 2003 года в Кривом Роге.

## Научная деятельность
Специалист в области горной инженерии. Автор более 120 научных трудов, 30 авторских свидетельств и патентов на изобретения.
В область научных интересов входили исследования по разработке и применению электротермомеханических методов разрушения горных пород, математическое моделирование с использованием вычислительной техники и электронно-вычислительных машин в горных процессах.

### Научные труды
- Перспективы использования высокочастотного теплового пробоя при бурении железных руд // Сектор физико-технических горных проблем. — М., 1971 (в соавторстве);
- Исследование электротермошарошечного бурения и испытания на карьере ЮГОК // Разработка рудных месторождений. — 1975. — Вып. 19 (в соавторстве);
- Электротермическое и электротермомеханическое разрушение крепких горных пород. — Киев, 1989 (в соавторстве).